# Rhizotrogus vicarius
Rhizotrogus vicarius är en skalbaggsart som beskrevs av Ernest Marie Louis Bedel 1902. Rhizotrogus vicarius ingår i släktet Rhizotrogus och familjen Melolonthidae. Inga underarter finns listade i Catalogue of Life.